# Leonid Michailowitsch Sandalow

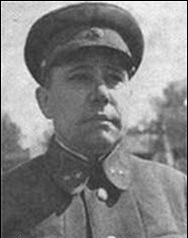
Leonid Michailowitsch Sandalow

Leonid Michailowitsch Sandalow (russisch Леони́д Миха́йлович Санда́лов; * 15. Märzjul. / 28. März 1900greg. in Witschuga, Gouvernement Kostroma, Russisches Kaiserreich; † 23. Oktober 1987 in Moskau)  war ein sowjetischer Offizier und zuletzt Generaloberst der Sowjetarmee.

## Leben

### Offizier, Zweiter Weltkrieg und Aufstieg zum Generaloberst
Leonid Michailowitsch Sandalow trat während des Russischen Bürgerkrieges 1919 in die Rote Armee ein. Nach zahlreichen Verwendungen als Offizier und Stabsoffizier war er zwischen August 1937 und September 1939 Chef der 1. Sektion des Belorussischen Militärbezirks. Zu Beginn der sowjetischen Besetzung Ostpolens (17. September 1939 bis Juni 1941) war er von September bis Oktober 1939 kurzzeitig Chef der Sektion Operationen an der Belorussischen Front und anschließend zwischen Oktober 1939 und August 1940 wieder Chef der 1. Sektion des Belorussischen Militärbezirks. Daraufhin war er vom 8. August 1940 bis zum 23. Juli 1941 Chef des Stabes sowie bei Beginn des Deutsch-Sowjetischen Krieges (22. Juni 1941 bis 2. Mai 1945) vom 30. Juni bis zum 23. Juli 1941 auch kommissarischer Kommandeur der 4. Armee. In der Folgezeit war er zwischen dem 26. Juli 1941 und dem 22. August 1941 erst Chef des Stabes der ersten Zentralfront sowie vom 14. Oktober bis zum 10. November 1941 Chef des Stabes der ersten Brjansker Front und nahm in diesen Funktionen zwischenzeitlich an der Kesselschlacht bei Smolensk (10. Juli bis 10. September 1941) teil, die zwar mit einem Sieg der deutschen Wehrmacht endete, aber zu einer Verlangsamung des deutschen Vormarsches führte.
Im Anschluss fungierte er zwischen dem 30. November 1941 und dem 9. September 1942 als Chef des Stabes der 20. Armee und erhielt in dieser Verwendung am 27. Dezember 1941 seine Beförderung zum Generalmajor. Danach war vom 28. September 1942 bis zum 12. März 1943 erneut Chef des Stabes der zweiten Brjansker Front und wurde als solcher am 14. Februar 1943 zum Generalleutnant befördert. Er war daraufhin zwischen dem 12. und dem 23. März 1943 erst Chef des Stabes der zweiten Reservefront sowie kurzzeitig vom 23. bis zum 27. März 1943 Chef des Stabes der aus der zweiten Brjansker Front entstandenen Kursker Front und am 27. und 28. März 1943 Chef des Stabes der daraus hervorgegangenen Oreler Front. Anschließend fungierte er zwischen dem 28. März und dem 10. Oktober 1943 als Chef des Stabes der dritten Brjansker Front. Im weiteren Kriegsverlauf war er vom 20. Oktober 1943 bis zum 21. März 1945 Chef des Stabes der 2. Baltischen Front und zwischenzeitlich auch Chef des Stabes der 3. Baltischen Front, die am 18. April 1944 aus dem Hauptquartier der 20. Armee gebildet und nach der Eroberung Rigas am 16. Oktober 1944 aufgelöst wurde. In diesen Verwendungen wurde er am 23. August 1944 zum Generaloberst befördert. Zuletzt war er zwischen dem 2. April und dem 9. Juli 1945 Chef des Stabes der 4. Ukrainische Front.

### Nachkriegszeit, Ehrungen und Auszeichnungen
Nach Ende des Zweiten Weltkrieges war Generaloberst Sandalow vom 9. Juli 1945 bis zum 4. Juni 1946 in Personalunion erster stellvertretender Oberkommandierender sowie Chef des Stabes des Karpaten-Militärbezirks sowie im Anschluss zwischen 1946 und 1947 stellvertretender Chef des Stabes der Landstreitkräfte der UdSSR. Danach folgte von 1947 bis März 1953 eine Verwendung als erster stellvertretender Oberkommandierender sowie in Personalunion als Chef des Stabes des Moskauer Militärbezirks. Nachdem er im März 1953 bei einem Flugzeugabsturz schwer verletzt wurde, befand er sich von 1953 bis 1955 zur besonderen Verfügung des Verteidigungsministeriums und wurde daraufhin im September 1953 in den Ruhestand versetzt. Nach seinem Tode wurde er auf dem Kunzewoer Friedhof in Moskau beigesetzt.
Für seine langjährigen Verdienste wurde Sandalow mehrfach ausgezeichnet und erhielt unter anderem folgende Orden und Auszeichnungen: drei Mal den Leninorden (30. Januar 1943, 21. Februar 1945, 14. April 1970), den Orden der Oktoberrevolution (9. April 1980), vier Mal den Rotbannerorden  (12. April 1942, 21. April 1943, 3. November 1944, 15. November 1950), den Suworow-Orden Erster Klasse (31. Mai 1945), den Kutusoworden Erster Klasse (27. August 1943), den Orden des Vaterländischen Krieges Erster Klasse (11. März 1985) sowie den Orden des Roten Sterns (22. Februar 1941).